# Братки
Братки́ — залізничний пасажирський зупинний пункт Луганської дирекції Донецької залізниці.
Розташований неподалік від села Лисе, Сорокинський район, Луганської області на лінії Кіндрашівська-Нова — Довжанська між станціями Новосвітлівський (9 км) та Сімейкине-Нове (14 км).
Через військову агресію Росії на сході України транспортне сполучення припинене. Лінія не діюча з 2007 року. Лінію в майбутньому передбачено демонтувати.